# Четатя (Горж)
Четатя (рум. Cetatea) — село у повіті Горж в Румунії. Входить до складу комуни Кепрень.
Село розташоване на відстані 199 км на захід від Бухареста, 39 км на південний схід від Тиргу-Жіу, 52 км на північ від Крайови.

## Населення
За даними перепису населення 2002 року у селі проживали 258 осіб, усі — румуни. Усі жителі села рідною мовою назвали румунську.